# Читальный зал
Читальный зал (англ. reading room, фр. salle de lecture, нем. Lesesaal) — помещение в библиотеке или архиве, используемое посетителями как место для работы. Читальные залы имеют особое значение в библиотеках без абонемента, а также в архивных учреждениях, поскольку являются единственным местом, где пользователи могут ознакомиться с заказанными материалами. Но и в библиотеках, предоставляющих возможность брать книги домой через абонемент, со многими особенно ценными или хрупкими материалами можно работать только в читальном зале (например, старопечатные книги, книжные памятники,  профессиональные журналы, газеты, энциклопедии, большие словари).
Вместе с тем не все библиотеки имеют читальные залы. Некоторые библиотеки (в частности, университетские) с открытым доступом к фондам располагают рабочие столы или стулья среди книжных полок. Библиотеки могут также предлагать читателю индивидуальные боксы или кабины для работы, которые обычно следует заказывать заранее.

## История
Ещё в библиотеках античности (Александрийской, Пергамской и др.) имелись залы с книгами, выполненные в форме полукруга или прямоугольника, с мраморными скамьями и скульптурами. Однако лишь в XIX веке, когда происходит количественный рост посетителей библиотек, читальный зал обособляется в самостоятельное структурное подразделение библиотеки.
Во второй половине XIX века в библиотеках крупных городов осуществляется реконструкция старых и строительство новых просторных читальных залов, благодаря чему становится возможным одновременное размещение в них нескольких сотен человек. В частности, читальный зал Британской библиотеки, который с момента своего открытия в 1857 году стал одной из достопримечательностей Лондона, был рассчитан на 458 мест; в читальном зале Национальной библиотеки Франции в Париже в 1869 году насчитывалось 344 места и ещё 70 — за конторками, где работали стоя; вместимость главного читального зала Библиотеки Конгресса США в 1897 году составляла до 300 посетителей.
На рубеже XIX—XX веков берёт начало специализация читальных залов крупных библиотек. Так, в Библиотеке Конгресса США появляются читальные залы периодических изданий, карт и атласов, для конгрессменов и для обслуживания слепых. Постепенно читальные залы начинают разделяться по отраслям знания, комплексам наук и проблемам; по характеру и виду изданий; по уровню подготовки читателей. В крупных библиотеках возникает система общих и специализированных читальных залов.
В России большой читальный зал на 250 мест, построенный по проекту В. И. Собольщикова и И. И. Горностаева, был торжественно открыт 4 (16) ноября 1862 года в Императорской Публичной библиотеке в Санкт-Петербурге. В 1893 году был увеличен с 20 до 120 мест читальный зал Публичной библиотеки Румянцевского музея в Москве. В 1958 году открылся читальный зал № 3 Государственной библиотеки СССР имени В. И. Ленина (в настоящее время — Российская государственная библиотека), ставший самым большим в Европе. Общая площадь читального зала, рассчитанного на 464 места, составляет 1,2 тыс. квадратных метров.

## Оснащение
Читальные залы обычно предлагают читателю возможность работы за письменным столом. В большинстве случаев к столу подведено электропитание для настольной лампы и есть розетка для использования собственного компьютера. Специализированные читальные залы, например, залы периодики или карт, имеют соответствующую мебель для удобного пользования изданиями большого формата.
Современные читальные залы оснащены компьютерами для поиска и заказа необходимых изданий в электронном каталоге. Для пользователей предлагаются также компьютеризированные рабочие места с доступом в интернет. Читальные залы могут быть оснащены системой VLAN с доступом к платным банкам данных, бесплатно доступным для читателей только в помещении библиотеки.

## Галерея
- Читальный зал № 3 Российской государственной библиотеки, Москва
- Нью-Йоркская публичная библиотека, Нью-Йорк
- Читальный зал Британского музея, Лондон
- Саксонская земельная библиотека, Дрезден
- Национальная библиотека Франции, Париж
- Библиотека Грацского университета[англ.], Грац
- Читальный зал Иркутской библиотеки